# Fox Park (Wyoming)
Fox Park ist ein Census-designated place (CDP) im Albany County im US-Bundesstaat Wyoming. Das U.S. Census Bureau hat bei der Volkszählung 2020 eine Einwohnerzahl von 12 ermittelt.

## Geografie
Nach Angaben des United States Census Bureau hat das CDP eine Gesamtfläche von 1,0 Quadratmeilen (28,5 Quadratkilometern), wovon alles Land ist.
Das CDP befindet sich vollständig im Medicine Bow National Forest.

## Klima
Fox Park hat aufgrund seiner Höhenlage ein kaltgemäßigtes Klima. Die Winter sind lang und kalt, mit Höhen, die normalerweise bei oder unter dem Gefrierpunkt bleiben, und Tiefs, die oft unter Null fallen. Die Sommer sind warm. Der Schneefall ist sehr stark, durchschnittlich 180 Zoll pro Jahr, meistens zwischen Oktober und Mai, aber Schnee in den Monaten September und Juni ist nicht selten und kommt normalerweise alle paar Jahre vor. Normalerweise ist kein Monat des Jahres frostfrei. Fox Park ist mit einer Höhe von 2762 Metern die höchstgelegene Gemeinde im Bundesstaat Wyoming und eine der kältesten Orte.

## Demografie
Der Ort hatte 2010 22 Einwohner und 2020 nur noch 12.